# Cartoon Network (Polska)
Cartoon Network Polska (wym. [kˈartun nˈɛtwɔrk]) (także w skrócie CN Polska) – polska wersja stacji Cartoon Network, która wystartowała 1 czerwca 1998 roku o godzinie 12:00, a od 1 marca 2007 nadawana jest codziennie całą dobę. Do października 2015 roku równolegle prowadzona była transmisja Cartoon Network w godz. 06:00–21:00 (wcześniej w godz. 03:00-21:00), dzieląc czas antenowy z TCM. Ten sam program od 30 września 2002 roku nadawany był również dla Rumunii i na Węgrzech (wersja 18-godzinna). Od 1 października 2009 Cartoon Network kierowany jest dla Polski oddzielnym strumieniem, a dla Rumunii i Węgier osobnym. Oba nadawane są z Warszawy. Odbiorcy kanału w Canal+, w Polsat Box i w dekoderach cyfrowych sieci kablowych mogli wybrać polską, węgierską, rumuńską lub angielską wersję językową. Obecnie dostępna jest tylko polska i oryginalna ścieżka językowa. Stacja w latach 1998–2020 była nadawana z Londynu w Wielkiej Brytanii, a od 2021 roku jest nadawana z Pragi w Czechach. Stacja jest zarządzana przez TVN Warner Bros. Discovery, a jej operatorem jest HBO Europe z siedzibą w Czechach (do końca 2020 był nim Turner Broadcasting System Poland na podstawie koncesji brytyjskiej).
Cartoon Network w komórkach – Operator telefonii komórkowej Orange rozszerzył swoją ofertę mobilnej telewizji o nowy kanał. Od 27 września 2006 roku abonenci Orange mogą oglądać Cartoon Network. Dwugodzinny blok programowy składający się z ulubionych kreskówek jest uaktualniany codziennie.
Cartoon Network Polska zleca nagrania polskiej wersji studiom dubbingowym: Hiventy Poland, Master Film, Studio Sonica, Studio Genetix Film Factory i SDI Media Polska.

## Historia
| Kalendarium Cartoon Network Polska | |
| Rok                                | Szczegóły |
| 1998                               | 1 czerwca rozpoczęła emisję polska wersja Cartoon Network. Przedtem w Polsce dostępna była od 17 września 1993 r. tylko anglojęzyczna wersja międzynarodowa przeznaczona dla regionu Europy, Afryki i Bliskiego Wschodu. Premiery kreskówek: Scooby Doo, gdzie jesteś?; Droopy, superdetektyw; Jetsonowie; Flintstonowie; Miś Yogi; Richie Rich; Kocia Ferajna; Nowe przygody Kapitana Planety; Prawdziwe przygody Jonny’ego Questa; Laboratorium Dextera; Krowa i Kurczak; Dwa głupie psy; Co za kreskówka!; Struś Pędziwiatr; 13 demonów Scooby Doo; Dink, mały dinozaur; Szczenięce lata Toma i Jerry’ego; Rodzina Addamsów; Odlotowe wyścigi (1968); Figle z Flintstonami; Tom i Jerry; Johnny Bravo; Scooby Doo; Dastardly i Muttley. 31 sierpnia 1998 roku po raz pierwszy trafił do Tele Tygodnia, gdzie był dostępny na platformie Wizja TV i siostrzanej sieci kablowej – PTK. |
| 1999                               | Premiery kreskówek: Animaniacy; Maska; Jam Łasica; Atomówki (1998); Heathcliff i Dingbat; Żukosoczek; Ed, Edd i Eddy; Głupi i głupszy; Zwariowana szkoła Latającego Nosorożca; Żywiołki. 30 listopada w sklepach pojawił się magazyn Cartoon Network wydawnictwa Polskie Media Amercom. |
| 2000                               | Premiery kreskówek: Musze opowieści; Scooby i Scrappy Doo; Wampirzyca Mona; Kacper; Tex Avery przedstawia; Chojrak – tchórzliwy pies; Jaskiniątka; Zwariowane melodie; Mike, Lu i Og. Pojawiło się Kino Cartoon Network. |
| 2001                               | 5 marca wystartowała polska strona internetowa Cartoon Network. Premiery kreskówek: Nowe przygody Freda i Barniego; Hong Kong Phooey; Owca w Wielkim Mieście; Bliźniaki Cramp; Bystry Bill; X-Men: Ewolucja; Batman Przyszłości. 1 października Cartoon Network wydłużył czas emisji do godz. 21:00. Brytyjska wersja CN została skrócona. Była odtąd emitowana w godz. 03:00-06:00 (poprzednio 02:00-06:00). W grudniu został wydany ostatni (40) numer magazynu Cartoon Network. |
| 2002                               | Premiery kreskówek: Kapitan Grotman i Aniołkolatki; Perypetie Penelopy Pitstop; Szczeniak zwany Scooby Doo; Strażnicy czasu; Mroczni i źli (Mroczne Przygody Billy’ego i Mandy; Zło w potrawce); Samuraj Jack; Kosmiczna Rodzinka; Liga Sprawiedliwych; Cubix. 4 listopada w Cartoon Network pojawiło się blok Toonami. |
| 2003                               | Premiery kreskówek: Co nowego u Scooby’ego?; Kryptonim: Klan na drzewie; Ozzy i Drix; Chris Colorado; Gwiezdne wojny: Wojny klonów (2003). Premiera programu: Skatoony. Od 1 grudnia 2003 roku było nieemitowane Kino Cartoon Network. |
| 2004                               | Premiery kreskówek: Mucha Lucha; He-Man i władcy wszechświata; Kaczor Dodgers; Mistrzowie kaijudo; Transformerzy: Wojna o Energon. Od 1 września 2004 roku po prawie rocznej nieobecności na antenę CN powróciło Kino Cartoon Network. 2 marca Cartoon Network w godz. 03:00-06:00 rozpoczął emisję polskiej wersji CN. Wcześniej w tych godzinach serwowana była brytyjska wersja CN. |
| 2005                               | 11 stycznia w sklepach pojawił się Cartoon Network Magazyn wydawnictwa Media Service Zawada. Premiery kreskówek: Młodzi Tytani; Megas XLR; Dom dla Zmyślonych Przyjaciół pani Foster; Ufolągi; Hi Hi Puffy AmiYumi; Atomowa Betty; Transformerzy: Cybertron; B-Daman; Harcerz Lazlo (pierwsze 3 epizody); Podwójne życie Jagody Lee. |
| 2006                               | Premiery kreskówek: Xiaolin – pojedynek mistrzów; Harcerz Lazlo; Robotboy; Liga Sprawiedliwych bez granic; Bernard; Ben 10 (2005); Mój partner z sali gimnastycznej jest małpą. 15 lutego pojawiła się nowa, odświeżona wersja strony internetowej CartoonNetwork.pl. 21 kwietnia, o godz. 06:00 zmieniło się logo oraz oprawa graficzna Cartoon Network. 3 września blok Toonami pojawiło się po raz ostatni w Cartoon Network. |
| 2007                               | Premiery kreskówek: Baranek Shaun; Johnny Test; Wiewiórek; Kudłaty i Scooby Doo na tropie; Nieustraszeni Bracia Adrenalini; Fantastyczna Czwórka; Klasa 3000; Storm Hawks. Premiera serialu fabularnego: Szpiegowska rodzinka. 1 marca Cartoon Network Polska rozpoczął 24-godzinną emisję. Po raz pierwszy Cartoon Network Polska zorganizował popularny w USA konkurs „Akcja Kreacja”. |
| 2008                               | 10-lecie stacji Cartoon Network Polska. Premiery kreskówek: George prosto z drzewa; Chowder; Skunks Fu; Chop Socky Chooks: Kung Fu Kurczaki; Wyspa Totalnej Porażki. Premiery seriali fabularnych: Najnowsze wydanie; Co gryzie Jimmy’ego?; Przygody Sary Jane. |
| 2009                               | Premiery kreskówek: Bakugan: Młodzi wojownicy; Gwiezdne wojny: Wojny klonów (2008); Niezwykłe przypadki Flapjacka; Ben 10: Obca potęga; Tajemniczy Sobotowie; Kacper: Szkoła postrachu; Plan Totalnej Porażki; Edek Debeściak. Premiera serialu fabularnego: S.A.W. Szkolna Agencja Wywiadowcza. Premiery programów: Skarpe TV; Staraoke. 29 maja kanał wprowadził nową wersję swojej strony internetowej. W grudniu Cartoon Network otrzymał nominację do Telekamer 2010 w kategorii „Kanał Dziecięcy”. Zajął 2 miejsce z 133 470 głosami |
| 2010                               | Premiery kreskówek: Batman: Odważni i bezwzględni; Hero 108; Totalna Porażka w trasie; Angelo rządzi. Premiery programów: Dance Club. W listopadzie Cartoon Network otrzymał nominację do Telekamer 2011 w kategorii „Kanał Dziecięcy”. Zajął 3 miejsce 22%. 26 listopada Cartoon Network zmienił logo oraz oprawę graficzną. |
| 2011                               | Premiery kreskówek: Pora na przygodę!; Generator Rex; Ben 10: Ultimate Alien; Lego: Fabryka bohaterów; Przyjaciele z Kieszonkowa; Garfield; Scooby Doo i Brygada Detektywów; Eliot Kid; Tytan Symbionik; Niesamowity świat Gumballa; Zwyczajny serial; Transformers: Prime. Premiery programów: Ben 10: Ostateczne Wyzwanie. W listopadzie Cartoon Network zmienił na swojej stronie internetowej wygląd nagłówka. 17 grudnia Cartoon Network zorganizował świąteczną imprezę w Galerii Mokotów. |
| 2012                               | Premiery kreskówek: Looney Tunes Show; Redakai: W poszukiwaniu Kairu; Totalna Porażka: Zemsta Wyspy; Beyblade: Metal Masters; ThunderCats; Inazuma 11; Liga Młodych; Ben 10: Omniverse; Zielona Latarnia; Kacper: Szkoła Postrachu. Premiery programów: Cartoon Network Checker. Premiera serialu fabularnego: Level Up. Cartoon Network otrzymał nominację do Telekamer 2012 w kategorii „Kanał Dziecięcy”. Zajął 3 miejsce z 20,21% głosów. |
| 2013                               | Premiery kreskówek: Jeźdźcy smoków; Kacper: Szkoła postrachu; Gormiti. Premiera serialu fabularnego: Power Rangers Megaforce. Cartoon Network świętowało 15-lecie razem z bajką Niesamowity Świat Gumballa. |
| 2014                               | 14 stycznia Cartoon Network uruchomił 3-cią ścieżkę dźwiękową, jako audiodeskrypcję. 26 sierpnia o godzinie 11:50 logo Cartoon Network przeniesiono z prawego dolnego rogu do prawego górnego rogu, jak ze starym logiem sprzed 26 listopada 2010. W tym roku Cartoon Network systematycznie wprowadziło nową oprawę graficzną i animacje. Premiery kreskówek: Mixele; Młodzi Tytani: Akcja!; Totalna Porażka: Plejada gwiazd; Wujcio Dobra Rada; Kroniki Xiaolin; Steven Universe; Totalna Porażka na wyspie Pahkitew; Doktor Jaciejakiegacie; Clarence. Premiery programów: Ekspedycja Cartoon Network. |
| 2015                               | Premiery kreskówek: Ninjago: Mistrzowie spinjitzu; Transformers: Robots in Disguise; Po drugiej stronie muru; Między nami, misiami; Lego: Rycerze Nexo. Premiery programów: Akademia Futbolu Cartoon Network. 31 sierpnia został usunięty z Tele Tygodnia po 17 latach obecności, gdzie zastąpił teleTOON+. 17 września Cartoon Network zmienił format emisji obrazu z 4:3 na panoramiczny 16:9, a także dokonano zmiany oprawy graficznej stacji. 6 października został wyłączony przekaz łączony Cartoon Network/TCM z powodu uruchomienia kanału TNT. 14 października Cartoon Network uruchomił nadawanie programu w wysokiej rozdzielczości HD. |
| 2016                               | Premiery kreskówek: Totalna Porażka: Wariacki wyścig; Superciapy; Atomówki (2016); Yo-kai Watch; Całkiem nowe przygody Toma i Jerry’ego; Ben 10 (2016); Kroniki rodziny królewskiej; Justice League Action. Premiery programów: Mega Mega Mega Mega Cartoon Network Show. 1 września została wprowadzona nowa oprawa graficzna. |
| 2017                               | 1 lutego zmniejszono logo. Premiery kreskówek: Oddbods; Magiczne magiimiecze; Beat Monsters; The Happos Family; Grizzy i lemingi; Klopsiki i inne zjawiska pogodowe; OK K.O.! Po prostu walcz. Premiery programów: Ben 10 Wyzwanie. |
| 2018                               | 20-lecie stacji Cartoon Network Polska. Premiery kreskówek: Bohaterska wyprawa dzielnego księcia Ivandoe; Tom i Jerry Show; Wyluzuj, Scooby-Doo; Nowe zwariowane melodie; Jaś Fasola; Królikula; Kicia Rożek; Jabłko i Szczypior; Craig znad potoku; Transformers: Cyberverse; Odlotowe wyścigi (2017); Obóz na wyspie. Premiery programów: Witamy w rodzinie Cartoon Network; Toony Tube. |
| 2019                               | Premiery kreskówek: Bakugan: Battle Planet; DC Super Hero Girls; Victor i Valentino; Totalna Porażka: Przedszkolaki. |
| 2020                               | Premiery kreskówek: Mao Mao i Bohaterowie Czystego Serca; Scooby Doo i… zgadnij kto?; ThunderCats Roar!; Power Players; Fungisy!; Pora na przygodę: Odległe krainy. |
| 2021                               | Premiery kreskówek: Elliott z planety Ziemia; Monster Beach; Steven Universe: Przyszłość; Jellystone!. |
| 2022                               | Premiery kreskówek: Zwariowane melodie: Kreskówki; Taffy; Aquaman: Król Atlantydy; Między nami, misiaczkami. |
| 2023                               | 1 kwietnia o godzinie 6:00 następuje zmiana loga. Premiery kreskówek: Lego Monkie Kid; Jade Armor; Batwheels – geneza; Ninjago: Powstanie Smoków; Lego Dreamzzz, Bakugan (2023). |
| 2024                               | Premiery kreskówek: Hero Inside; Bzikowersytet Animków; Pan Magoo; Odlotowe agentki. Planowany będzie powrót Cartoon Network do Tele Tygodnia po 9 latach przerwy po tym, jak Kropka TV wchłonęła do Tele Tygodnia. Strona cartoonnetwork.pl zostaje wyłączona na rzecz Max 18 września Cartoon Network Polska połączył się z kanałami CEE i RSEE. |
| 2025                               | Premiery kreskówek: Bestia: Samotny wilk; Maks i Ruby Pojawiło się w Cartoon Network Czas na popcorn |

## Programy Cartoon Network Polska

### Seriale animowane
Aktualnie emitowane:
- Bzikowersytet Animków
- Bohaterska wyprawa dzielnego księcia Ivandoe
- Craig znad potoku
- Maks i Ruby
- Clarence
- Jellystone!
- Królikula
- Lamput
- Między nami, misiaczkami
- Młodzi Tytani: Akcja!
- Niesamowity świat Gumballa
- Odlotowe agentki
- Pora na przygodę!
- Totalna Porażka: Przedszkolaki
- Zwariowane melodie: Kreskówki

Dawniej emitowane:
- 13 demonów Scooby Doo
- Angelo rządzi
- Animaniacy
- Atomowa Betty
- Atomówki (1998)
- Atomówki (2016)
- Aquaman: Król Atlantydy
- B-Daman
- Bakugan (2023)
- Bakugan: Battle Planet
- Bakugan
- Baranek Shaun
- Batman: Odważni i bezwzględni
- Batman przyszłości
- Batwheels - geneza
- Beat Monsters
- Besta: Samotny wilk
- Ben 10 (2005)
- Ben 10 (2016)
- Ben 10: Obca potęga
- Ben 10: Omniverse
- Ben 10: Ultimate Alien
- Bernard
- Beyblade: Metal Masters
- Bliźniaki Cramp
- Bzikowersytet Animków
- Całkiem nowe przygody Toma i Jerry’ego
- Chojrak – tchórzliwy pies
- Chop Socky Chooks: Kung Fu Kurczaki
- Chowder
- Chris Colorado
- Co nowego u Scooby’ego?
- Co za kreskówka!
- Cubix
- Dastardly i Muttley
- DC Super Hero Girls
- Dink, mały dinozaur
- Doktor Jaciejakiegacie
- Dom dla Zmyślonych Przyjaciół pani Foster
- Droopy, superdetektyw
- Dwa głupie psy
- Ed, Edd i Eddy
- Edek Debeściak
- Eliot Kid
- Elliott z planety Ziemia
- Fantastyczna Czwórka (2006)
- Figle z Flintstonami
- Flintstonowie
- Fungisy!
- Generator Rex
- George prosto z drzewa (2007)
- Głupi i głupszy
- Gormiti (2012)
- Grizzy i Lemingi
- Gwiezdne wojny: Wojny klonów (2003)
- Gwiezdne wojny: Wojny klonów (2008)
- Harcerz Lazlo
- He-Man i władcy wszechświata (2002)
- Heathcliff i Dingbat
- Hero 108
- Hero Inside
- Hi Hi Puffy AmiYumi
- Hong Kong Fu-i
- Inazuma 11
- Jabłko i Szczypior
- Jade Armor
- Jaś Fasola
- Jam Łasica
- Jaskiniątka
- Jetsonowie
- Jeźdźcy smoków: Na końcu świata
- Johnny Bravo
- Johnny Test
- Justice League Action
- Kacper (1997)
- Kacper: Szkoła postrachu
- Kaczor Dodgers
- Kapitan Grotman i Aniołkolatki
- Kicia Rożek
- Klasa 3000
- Klopsiki i inne zjawiska pogodowe
- Kocia ferajna
- Kosmiczna rodzinka
- Kudłaty i Scooby Doo na tropie
- Kroniki rodziny królewskiej
- Kroniki Xiaolin
- Krowa i Kurczak
- Kryptonim: Klan na drzewie
- Laboratorium Dextera
- Lego Dreamzzz
- Lego: Fabryka bohaterów
- Lego Monkie Kid
- Lego: Rycerze Nexo
- Liga Młodych
- Liga Sprawiedliwych
- Liga Sprawiedliwych bez granic
- Looney Tunes Show
- Magiczne magiimiecze
- Mao Mao i Bohaterowie Czystego Serca
- Maska
- Megas XLR
- Między nami, misiami
- Mike, Lu i Og
- Mistrzowie kaijudo
- Miś Yogi
- Mixele
- Młodzi Tytani
- Monster Beach
- Mój partner z sali gimnastycznej jest małpą
- Mroczne przygody Billy’ego i Mandy
- Mroczni i źli
- Mucha Lucha
- Musze opowieści
- Nieustraszeni Bracia Adrenalini
- Niezwykłe przypadki Flapjacka
- Ninjago: Mistrzowie spinjitzu
- Ninjago: Powstanie Smoków
- Nowe przygody Freda i Barniego
- Nowe zwariowane melodie
- Nowe przygody Kapitana Planety
- Nowy Scooby Doo
- Obóz na wyspie
- Oddbods
- Odlotowe wyścigi (1968)
- Odlotowe wyścigi (2017)
- OK K.O.! Po prostu walcz
- Owca w Wielkim Mieście
- Ozzy i Drix
- Pan Magoo
- Perypetie Penelopy Pitstop
- Plan Totalnej Porażki
- Po drugiej stronie muru
- Podwójne życie Jagody Lee
- Pora na przygodę: Odległe krainy
- Power Players
- Prawdziwe przygody Jonny’ego Questa
- Przyjaciele z Kieszonkowa
- Redakai: W poszukiwaniu Kairu
- Richie Rich (1980)
- Robotboy
- Rodzina Addamsów
- Samuraj Jack
- Scooby Doo
- Scooby Doo, gdzie jesteś?
- Scooby Doo i Brygada Detektywów
- Scooby i Scrappy Doo (1979)
- Scooby i Scrappy Doo (1980)
- Scooby Doo i… zgadnij kto?
- Skunks Fu
- Steven Universe
- Steven Universe: Przyszłość
- Storm Hawks
- Strażnicy czasu
- Struś Pędziwiatr
- Superciapy
- Szczeniak zwany Scooby Doo
- Szczenięce lata Toma i Jerry’ego
- Taffy
- Tajemniczy Sobotowie
- Tex Avery przedstawia
- The Garfield Show
- The Happos Family
- ThunderCats (2011)
- ThunderCats Roar!
- Tom i Jerry
- Tom i Jerry Show
- Totalna Porażka na wyspie Pahkitew
- Totalna Porażka: Plejada gwiazd
- Totalna Porażka: Wariacki wyścig
- Totalna Porażka w trasie
- Totalna Porażka: Zemsta Wyspy
- Transformers: Cyberverse
- Transformers: Prime
- Transformers: Robots in Disguise (2015)
- Transformerzy: Cybertron
- Transformerzy: Wojna o Energon
- Tytan Symbionik
- Ufolągi
- Victor i Valentino
- Wampirzyca Mona
- Wiewiórek
- Wujcio Dobra Rada
- Wyluzuj, Scooby Doo!
- Wyspa totalnej porażki
- X-Men: Ewolucja
- Xiaolin – pojedynek mistrzów
- Yo-kai Watch
- Zielona Latarnia
- Zło w potrawce
- Zwariowana szkoła Latającego Nosorożca
- Zwariowane melodie
- Zwyczajny serial
- Żukosoczek
- Żywiołki

### Seriale aktorskie
Dawniej emitowane:
- Co gryzie Jimmy’ego?
- Level Up
- Najnowsze wydanie
- Power Rangers Megaforce
- Przygody Sary Jane
- S.A.W. Szkolna Agencja Wywiadowcza
- Szpiegowska rodzinka

### Programy
Dawniej emitowane:
- Akademia Futbolu Cartoon Network
- Ben 10: Ostateczne Wyzwanie
- Ben 10 Wyzwanie
- Cartoon Toon Toon
- Checker
- Dance Club
- Ekspedycja Cartoon Network
- Głosuj i Oglądaj
- Gry Gumballa
- Gumball Network
- Maraton Mix
- Mega Mega Mega Mega Cartoon Network Show
- Ministerstwo Śmiechu
- Piątek Na Żądanie
- SkarpeTV
- Skatoony
- Staraoke
- Szałowa Sobota
- Toonami
- Toony Tube
- Witamy w rodzinie Cartoon Network

### Toonami
Blok Toonami był emitowany od 4 listopada 2002 do 3 września 2006 roku. W ramach niego były emitowane kreskówki:

- Batman przyszłości
- B-Daman
- Chris Colorado
- Gwiezdne wojny: Wojny klonów (2003)
- He-Man i władcy wszechświata (2002)
- Liga Sprawiedliwych
- Liga Sprawiedliwych bez granic
- Megas XLR
- Mistrzowie kaijudo
- Młodzi Tytani
- Prawdziwe przygody Jonny’ego Questa
- Samuraj Jack
- Transformerzy: Cybertron
- Transformerzy: Wojna o Energon
- X-Men: Ewolucja

### „Sześćdziesiątki”
W Cartoon Network można było również oglądać w specjalnych blokach przez godzinę niektóre seriale:
| - Atomowa 60 - Chojrakowa sześćdziesiątka - Edowa sześćdziesiątka - Fosters 60 - Godzina z Flintstonami | - Godzina z Tomem i Jerrym - Johnny Test 60 - KND 60 - Niespodziankowa Godzina - Scooby 60 |

### Cartoonito
W poniedziałek i wtorek o godz. 20:55 oraz w wtorek o 03:88 od 2025 (po rocznej przerwie od 2025) było emitowane Cartoonito Do tej pory wyemitowano następujące seriale:
- Tomek i przyjaciele: Przygoda na Wyspie mgieł
- Bob Budowniczy: Mega pojazdy

### Kino Cartoon Network
W soboty i niedziele o godz. 18:10 oraz w niedziele o 09:05 od 2005 (po rocznej przerwie od 2004) było emitowane Kino Cartoon Network. Do tej pory wyemitowano następujące filmy:

- Aloha, Scooby Doo
- Arka Yogiego
- Atomówki rządzą!
- Atomówki: Filmowa fikcja
- Atomówki: Lodowata atmosfera
- Atomówki: Taneczne rewolucje
- Atomówki: Walka przed Gwiazdką
- Batman i Liga Sprawiedliwości
- Ben 10: Obcy rój
- Ben 10: Ben 10 kontra Minus 10
- Ben 10: Tajemnica Omnitrixa
- Ben 10: Wyścig z czasem
- Ben 10: Zniszczyć wszystkich kosmitów
- Ben 10 kontra wszechświat: Film
- Billy i Mandy ratują święta
- Billy i Mandy wypinają się na księżyc
- Boże Narodzenie u Flintstonów
- Boże Narodzenie muppetów
- Chitty Chitty Bang Bang
- Co gryzie Jimmy’ego?
- Craig sprzed Potoku
- Człowiek zwany Flintstonem
- DC Super Hero Girls: Bohater roku
- Dom dla Zmyślonych Przyjaciół pani Foster: Nowy dom Bloo
- Dom dla Zmyślonych Przyjaciół pani Foster: Poszukiwany Chudy
- Dom dla Zmyślonych Przyjaciół pani Foster: Więźniowie wyobraźni
- Ed, Edd i Eddy: Wielkie kino
- Ed, Edd i Eddy: Cudowny elf
- Ed, Edd i Eddy: Czuły ambaras
- Ed, Edd i Eddy: Dzwoń, dzwoń, dzwoń dzwoneczku
- Ed, Edd i Eddy: Gnilna słodycz zemsty
- Ed, Edd i Eddy: Stary precz, niech żyje nowy Ed!
- Ed, Edd i Eddy: Wycieczka w przyszłość
- Ekspres polarny
- Flintstonowie: Rockula i Frankenstone
- Garfield Show: Dom na gwiazdkę
- Garfield Show: Futrzane opowieści
- Garfield Show: W poszukiwaniu Lymana
- Goonies
- Harcerz Lazlo: Gdzie jest Lazlo?
- Holly-rockowa kołysanka
- Jak Grinch ukradł święta
- Jetsonowie spotykają Flintstonów
- Judy Jetson i Rockersi
- Kocia ferajna w Beverly Hills
- Kacper: Szkoła postrachu
- Kaczor Daffy: Fantastyczna wyspa
- Komedia gwiazd Yogiego
- Królik Bugs: 1001 króliczych opowiastek
- Królik Bugs i Struś Pędziwiatr: Szalony pościg
- Kryptonim: Klan na drzewie: Operacja R.Ó.Z.G.A.
- Kryptonim: Klan na drzewie: Operacja Ś.N.I.E.G.
- Kryptonim: Klan na drzewie: Operacja W.Y.W.I.A.D.
- Kryptonim: Klan na drzewie: Operacja: Z.E.R.O.
- Koty nie tańczą
- Laboratorium Dextera: Wyprawa w przyszłość
- Lego Batman
- Lego DC Super Hero Girls: Złodziej pamięci
- Lego Star Wars: Upadek Imperium
- Lego Scooby-Doo! Klątwa piratów
- Lego Scooby-Doo: Nawiedzone Hollywood
- Lego Star Wars: Kroniki Yody
- Lego Star Wars: Padawańskie widmo
- Level Up!
- Liga Sprawiedliwych bez granic: Było sobie raz na zawsze coś
- Mały książę Trolli
- Mały wojownik
- Maska Batmana
- Miasto, o którym zapomniał święty Mikołaj
- Między nami, misiami: Film
- Miś Yogi: Jak się macie – Misia znacie?
- Młodzi Tytani: Akcja! kontra Młodzi Tytani
- Młodzi Tytani: Koniec
- Młodzi Tytani: Niewyrównane rachunki
- Młodzi Tytani: Praktykant
- Młodzi Tytani: Tytani Wschodu
- Mroczne przygody Billy’ego i Mandy: Syn Nergala
- Mroczne przygody Billy’ego i Mandy: Billy i Mandy: Zemsta Boogeymana
- Mroczne przygody Billy’ego i Mandy: Gniew królowej pająków
- Mroczne przygody Klanu na drzewie
- Mój kumpel z wuefu jest małpą: Błyszczący i zdezorientowany
- Mój kumpel z wuefu jest małpą: Szkolny musical zwierząt
- Mój kumpel z wuefu jest małpą: Wycieczka edukacyjna
- Nowy Scooby Doo
- Ognisty podmuch
- Pierwsza wigilia Misia Yogi
- Podpięść: Wariackie Halloween
- Rodzinne święta Bożego Narodzenia u Flintstonów
- Rover Dangerfield
- Samuraj Jack: Narodziny zła
- Samuraj Jack: Początek, Samuraj zwany Jack, Pierwsza walka
- Samuraj Jack: Szkot ratuje Jacka
- Scooby Doo: Abrakadabra-Doo
- Scooby Doo!: Ahoj piraci!
- Scooby-Doo! Cukierek albo psikus
- Scooby Doo: Epoka Pantozaura
- Scooby-Doo! Frankenstrachy
- Scooby Doo: Koszmarne bramki
- Scooby Doo: Maska Błękitnego Sokoła
- Scooby Doo: Mechaniczny pies
- Scooby Doo: Pogromcy wampirów
- Scooby-Doo!: Pora księżycowego potwora
- Scooby-Doo: Strachy i patałachy
- Scooby Doo: Szkoła upiorów
- Scooby Doo: Upiorna gwiazdka
- Scooby Doo: Upiorne igrzyska
- Scooby Doo: Upiór w operze
- Scooby Doo: Wakacje z duchami
- Scooby Doo: Wielka draka wilkołaka
- Scooby Doo i baśnie z tysiąca i jednej nocy
- Scooby-Doo! i Batman: Odważniaki i straszaki
- Scooby Doo i bracia Boo
- Scooby Doo i cyberpościg
- Scooby Doo i Czarny Rycerz
- Scooby Doo i duch czarownicy
- Scooby-Doo i Kiss: Straszenie na scenie
- Scooby-Doo! i klątwa trzynastego ducha
- Scooby Doo i król goblinów
- Scooby-Doo! i legenda miecza
- Scooby Doo i legenda wampira
- Scooby Doo i meksykański potwór
- Scooby Doo i miecz samuraja
- Scooby Doo i najeźdźcy z kosmosu
- Scooby-Doo i oporny wilkołak
- Scooby Doo i plażowy potwór
- Scooby Doo i potwór z Loch Ness
- Scooby Doo i śnieżny stwór
- Scooby Doo i Polny Upiór
- Scooby-Doo! i WWE: Potworny wyścig
- Scooby-Doo! Na Dzikim Zachodzie
- Scooby Doo na tropie Mumii
- Scooby Doo na Wyspie Zombie
- Scooby Doo podbija Hollywood
- Scooby-Doo! Powrót na Wyspę Zombie
- Scooby-Doo! spotyka ducha łasucha
- Scooby-Doo! Wyprawa po mapę skarbów
- Scooby-Doo 2: Potwory na gigancie
- Stalowy gigant
- Steven Universe: Film
- Storm Hawks: Era bohaterów
- Świąteczna przygoda z saniami św. Mikołaja
- Tom i Jerry: Czarnoksiężnik z krainy Oz
- Tom i Jerry: Dziadek do orzechów
- Tom i Jerry i Sherlock Holmes
- Tom i Jerry: Jak uratować smoka
- Tom i Jerry: Magiczna fasola
- Tom i Jerry: Magiczny pierścień
- Tom i Jerry: Misja na Marsa
- Tom i Jerry: Piraci i kudłaci
- Tom i Jerry: Powrót do krainy Oz
- Tom i Jerry: Robin Hood i jego Księżna Mysz
- Tom i Jerry: Superagenci
- Tom i Jerry: Szybcy i kudłaci
- Tom i Jerry: Wielka ucieczka
- Transformers Prime: Łowcy bestii – Predacons Rising
- Uwolnić orkę
- Wielka ucieczka Misia Yogi
- Wigilijna opowieść
- Władca ksiąg
- Yabba Dabba Do!
- Yogi: Wielkanocny Miś
- Yogi i inwazja kosmitów
- Yo-kai Watch: Film
- Zbzikowany świat filmu Królika Bugsa
- Złych czterech i pies Huckleberry
- Zwyczajny film

### Czas na popcorn
Od 2025 roku, w weekend o 15:15 pojawiają się filmy takie jak:
- Aloha, Scooby Doo
- Batman i Liga Sprawiedliwości
- Ben 10: Obcy rój
- Ben 10: Ben 10 kontra Minus 10
- Ben 10: Tajemnica Omnitrixa
- Ben 10: Zniszczyć wszystkich kosmitów
- Ben 10 kontra wszechświat: Film
- Craig sprzed Potoku
- DC Super Hero Girls: Bohater roku
- Laboratorium Dextera: Wyprawa w przyszłość
- Lego DC Super Hero Girls: Złodziej pamięci
- Lego Scooby-Doo! Klątwa piratów
- Lego Scooby-Doo: Nawiedzone Hollywood
- Liga Sprawiedliwych bez granic: Było sobie raz na zawsze coś
- Maska Batmana
- Między nami, misiami: Film
- Młodzi Tytani: Akcja! kontra Młodzi Tytani
- Młodzi Tytani: Koniec
- Młodzi Tytani: Niewyrównane rachunki
- Młodzi Tytani: Praktykant
- Nowy Scooby Doo
- Scooby Doo: Abrakadabra-Doo
- Scooby Doo!: Ahoj piraci!
- Scooby-Doo! Cukierek albo psikus
- Scooby Doo: Epoka Pantozaura
- Scooby-Doo! Frankenstrachy
- Scooby Doo: Koszmarne bramki
- Scooby Doo: Maska Błękitnego Sokoła
- Scooby Doo: Mechaniczny pies
- Scooby Doo: Pogromcy wampirów
- Scooby-Doo!: Pora księżycowego potwora
- Scooby-Doo: Strachy i patałachy
- Scooby Doo: Szkoła upiorów
- Scooby Doo: Upiorna gwiazdka
- Scooby Doo: Upiorne igrzyska
- Scooby Doo: Upiór w operze
- Scooby Doo: Wakacje z duchami
- Scooby Doo: Wielka draka wilkołaka
- Scooby Doo i baśnie z tysiąca i jednej nocy
- Scooby-Doo! i Batman: Odważniaki i straszaki
- Scooby Doo i bracia Boo
- Scooby Doo i cyberpościg
- Scooby Doo i Czarny Rycerz
- Scooby Doo i duch czarownicy
- Scooby-Doo i Kiss: Straszenie na scenie
- Scooby-Doo! i klątwa trzynastego ducha
- Scooby Doo i król goblinów
- Scooby-Doo! i legenda miecza
- Scooby Doo i legenda wampira
- Scooby Doo i meksykański potwór
- Scooby Doo i miecz samuraja
- Scooby Doo i najeźdźcy z kosmosu
- Scooby-Doo i oporny wilkołak
- Scooby Doo i plażowy potwór
- Scooby Doo i potwór z Loch Ness
- Scooby Doo i śnieżny stwór
- Scooby Doo i Polny Upiór
- Scooby-Doo! i WWE: Potworny wyścig
- Scooby-Doo! Na Dzikim Zachodzie
- Scooby Doo na tropie Mumii
- Scooby Doo na Wyspie Zombie
- Scooby Doo podbija Hollywood
- Scooby-Doo! Powrót na Wyspę Zombie
- Scooby-Doo! spotyka ducha łasucha
- Scooby-Doo! Wyprawa po mapę skarbów
- Scooby-Doo 2: Potwory na gigancie
- Steven Universe: Film
- Zwyczajny film

### Oryginalne filmy Cartoon Network
Cartoon Network w ostatnim czasie emitował własne filmy i odcinki specjalne, które nieraz były emitowane jeden po drugim. Poniższa lista zawiera niektóre z nich, które miały premierę w latach 2002–2012:
- Samuraj Jack: Początek, Samuraj zwany Jack, Pierwsza walka – premiera odbyła się 1 czerwca 2002,
- Dom dla Zmyślonych Przyjaciół pani Foster: Nowy dom Bloo – emitowany tylko w odcinkach, premiera 7, 8 i 9 marca 2005 roku, w całości ten odcinek pojawił się 9 listopada 2008.
- Dom dla Zmyślonych Przyjaciół pani Foster: Poszukiwany Chudy – emitowany tylko w odcinkach, premiera 21 i 22 maja 2007 roku, w całości ten odcinek pojawił się 28 września 2008.
- Mój partner z sali gimnastycznej jest małpą: Wycieczka edukacyjna – premiera 3 września 2007 roku jako całogodzinny odcinek specjalny, później jako dwa odcinki.
- Klasa 3000: Powrót do domu – premiera 1 października 2007, emitowany jako całogodzinny odcinek specjalny, później jako dwa odcinki.
- Harcerz Lazlo: Gdzie jest Lazlo? – premiera 10 listopada 2007 roku jako całogodzinny odcinek specjalny, później jako dwa odcinki.
- Kryptonim: Klan na drzewie i Mroczne przygody Billy’ego i Mandy: Mroczne przygody Klanu na drzewie – crossover pomiędzy Billym i Mandy oraz Klanem Na Drzewie, premiera 19 stycznia 2008 roku o podczas KND 60.
- Kryptonim: Klan na drzewie: Operacja: W.Y.W.I.A.D. – premiera 20 stycznia 2008 roku podczas KND 60.
- Ben 10: Tajemnica Omnitrixa – premiera 21 marca 2008 roku (czerwona wersja) oraz 23 i 24 marca (niebieska i złota wersja) w ramach Wielkanocnego Kina Cartoon Network.
- Ben 10: Wyścig z czasem – film fabularny – premiera 1 czerwca 2008 roku w ramach Kina Cartoon Network z okazji Dnia Dziecka.
- Mój partner z sali gimnastycznej jest małpą: Szkolny musical zwierząt – premiera 7 września 2008 w ramach Kina Cartoon Network.
- Kryptonim: Klan na drzewie: Operacja: Z.E.R.O. – premiera 14 września 2008 roku w ramach Kina Cartoon Network.
- Co gryzie Jimmy’ego? – premiera w Kinie CN 5 października 2008.
- Ben 10: Ben 10 kontra Minus 10 – premiera w Kinie CN 19 października 2008.
- Mroczne przygody Billy’ego i Mandy: Podpięść: Wariackie Halloween – premiera podczas maratonu Halloween 31 października 2008.
- Mroczne przygody Billy’ego i Mandy: Billy i Mandy i zemsta Boogeymana – premiera podczas maratonu Halloween 1 listopada 2008.
- Samuraj Jack: Narodziny zła – premiera w Kinie CN 15 lutego 2009 roku.
- Ben 10: Obca potęga: Ben 10 Returns – premiera 13 kwietnia 2009.
- Tajemniczy Sobotowie: Kamień Kura – emitowany tylko w odcinkach, premiera 4 i 5 maja 2009.
- Ben 10: Obca potęga: War of the Worlds – emitowany tylko w odcinkach, premiera 14 i 15 maja 2009.
- Samuraj Jack: Szkot ratuje Jacka – premiera w Kinie CN 17 maja 2009.
- Dom dla Zmyślonych Przyjaciół pani Foster: Więźniowie wyobraźni – premiera w Kinie CN 13 lutego 2010.
- Ben 10: Obca potęga: Ostateczna bitwa – premiera w Kinie CN 10 października 2010 podczas bloku Ben 10.10.10.
- Mroczne przygody Billy’ego i Mandy: Gniew królowej pająków – premiera w Kinie CN 6 maja 2012.

### Akcja Animacja
W latach 2001–2006 Cartoon Network przeprowadzało Akcję Animację – konkurs polegający na tym, że widzowie (a konkretnie uczniowie szkół, które zgłosiły chęć wzięcia udziału) tworzyli swoją własną kreskówkę w postaci krótkiego komiksu. Po nadesłaniu prac zostały wybrane 2 najlepsze prace w dwóch kategoriach: do 12 lat i do 16 lat. Później animatorzy Cartoon Network na podstawie rysunków tworzyli krótką kreskówkę, która była wyświetlana jesienią na antenie Cartoon Network w specjalnym programie pod nazwą Akcja Animacja, prowadzonym przez Johnny’ego Bravo. Każdego roku program był nadawany w piątek o 16:00 po południu, potem powtarzany w niedzielę tego samego tygodnia o 9:00 rano.
Edycje:
- I edycja – 28 września 2001 roku
- II edycja – 27 września 2002 roku
- III edycja – 24 października 2003 roku (dodatkowo odbyła się premiera 50. odcinka Atomówek oraz 66. odcinka Laboratorium Dextera)
- IV edycja – 5 listopada 2004 roku (dodatkowo zostały wyemitowane pierwsze odcinki Atomówek, Dextera i Toma i Jerry’ego)
- V edycja – 4 listopada 2005 roku (dodatkowo odbyła się premiera pierwszego odcinka serialu Harcerz Lazlo)
- VI edycja – 3 listopada 2006 roku (program tym razem poprowadził Dexter z Laboratorium Dextera, w trakcie programu ponownie były emitowane pierwsze odcinki seriali: Atomówki: Felerne mięso, Tom i Jerry: Eksmisja, Laboratorium Dextera: Przemiany)

### Wakacyjne maratony
- W 2004 roku maraton nazywał się Wielkie Letnie Głosowanie i trwał przez 3 godziny od poniedziałku do piątku. Zobaczyć go można było od 5 lipca do 27 sierpnia.
- W 2005 roku maraton nazywał się Viva Las Bravo i trwał od 25 lipca do 2 września. Przez cały dzień widzowie głosowali, wysyłając e-maila pod wskazany adres, na jedną z trzech podanych kreskówek, a ta, która zdobyła najwięcej głosów, emitowana była nazajutrz w programie prowadzonym przez Johnny’ego Bravo. W weekendy nadawany był maraton Toonami KnockOut.
- W 2006 roku od 31 lipca do 3 września również był emitowany Viva Las Bravo, a głosować można było na jedną z trzech podanych na stronie internetowej kreskówek, klikając w ikonę z nią.
- Od 2 lipca do 31 sierpnia 2007 maraton prowadzili Wycior, mówiący pies z kreskówki Atomówki i Włodek – kierowca limuzyny. Od poniedziałku do czwartku jedna z kreskówek emitowana była na przemian z innymi serialami. Były to po kolei: Ben 10, Mój partner z sali gimnastycznej jest małpą, Dom dla Zmyślonych Przyjaciół pani Foster, Atomówki, Robotboy, Ed, Edd i Eddy oraz Scooby Doo. W piątek był emitowany Piątek Na Żądanie, czyli cały dzień z jedną kreskówką, na którą można było głosować przez cały tydzień za pośrednictwem strony internetowej spośród trzech nominowanych kreskówek.
- Od 1 lipca do 31 sierpnia 2008 roku maraton ponownie prowadzili Wycior (Gadający Pies z Atomówek) i Włodek.
- Od 4 lipca do 23 sierpnia 2009 roku w każdy weekend emitowany był 5-godzinny maraton kreskówek, m.in. Ben 10, Chowder, Scooby Doo, gdzie jesteś?, Wyspa Totalnej Porażki, Johnny Test, Młodzi Tytani, Scooby Doo oraz Chop Socky Chooks: Kung Fu Kurczaki.
- Od 5 do 30 lipca 2010 roku od poniedziałku do piątku emitowany był blok Ben TV z podwójnymi odcinkami kreskówek.
- Od 4 do 29 lipca 2011 roku od poniedziałku do piątku emitowany był wakacyjny poranny blok SkarpeTV, czyli godzinne spotkanie z bohaterami takich seriali jak Chowder i Hero 108. Zaś w niedzielę emitowany był 4-godzinny blok z podwójnymi odcinkami seriali.
- Od 2 lipca do 3 sierpnia 2012 roku od poniedziałku do piątku emitowany był maraton Letni Festyn Śmiechu, w czasie którego były emitowane seriale: Harcerz Lazlo, Samuraj Jack, Mój partner z sali gimnastycznej jest małpą, Podwójne życie Jagody Lee, Jam Łasica, Krowa i Kurczak, Atomówki, Mike, Lu i Og, Dom dla Zmyślonych Przyjaciół pani Foster, Strażnicy czasu, Zło w potrawce, Owca w Wielkim Mieście, Johnny Bravo, Chop Socky Chooks: Kung Fu Kurczaki, Mroczne przygody Billy’ego i Mandy, Laboratorium Dextera, Chojrak – tchórzliwy pies, Ed, Edd i Eddy, Bliźniaki Cramp, Edek Debeściak i Niezwykłe przypadki Flapjacka.
- Od 6 sierpnia do 23 września 2012 roku emitowany był maraton „Ben 10: Ewolucja” z emisją serii Ben 10, Ben 10: Obca potęga oraz Ben 10: Ultimate Alien.
- Od 8 lipca do 30 sierpnia 2013 roku od poniedziałku do piątku emitowany był wakacyjny blok „Maraton Mix”, w czasie którego były emitowane seriale: Niesamowity świat Gumballa, Ben 10, Zwyczajny serial, Scooby Doo i Brygada Detektywów, Looney Tunes Show, Jeźdźcy smoków, Transformers: Prime, Garfield Show, Level Up, Johnny Test, Zielona Latarnia, Pora na przygodę!, Wyspa Totalnej Porażki, Gwiezdne wojny: Wojny klonów, Ben 10: Omniverse, Angelo rządzi, Ed, Edd i Eddy oraz Plan Totalnej Porażki.
- Od 7 lipca do 29 sierpnia 2014 roku od poniedziałku do piątku emitowany był maraton Fantastyczna przygoda Finna i Jake’a, w czasie którego były emitowane odcinki serialu Pora na przygodę!.
- Od 29 czerwca do 30 sierpnia 2015 roku ponownie był emitowany dwugodzinny maraton Fantastyczna przygoda Finna i Jake’a, w czasie którego były emitowane odcinki serialu Pora na przygodę!. Emisja odbywała się codziennie.
- Od 20 do 26 lipca 2015 roku emitowany był dwugodzinny maraton Nixeli nowy (nie)porządek, w czasie którego były emitowane seriale nowsze, jak i również starsze: Wujcio Dobra Rada, Clarence, Ninjago: Mistrzowie spinjitzu, Transformers: Robots in Disguise, Steven Universe, Niesamowity świat Gumballa, Atomówki, Totalna Porażka na wyspie Pahkitew, Laboratorium Dextera, Scooby Doo i Brygada Detektywów, Chojrak – tchórzliwy pies, Ben 10: Omniverse, Krowa i Kurczak, Doktor Jaciejakiegacie, Chowder, Pora na przygodę!, Harcerz Lazlo, Looney Tunes Show, Młodzi Tytani: Akcja!, Co nowego u Scooby’ego?, Jeźdźcy smoków i Angelo rządzi oraz film Batman i Liga Sprawiedliwości.

### Tunko-głosowanie
W dniach 10–23 września 2005 roku Cartoon Network przeprowadził głosowanie w 8 kategoriach. Zwycięskie kreskówki były emitowane 24 września w specjalnym, galowym, ośmiogodzinnym programie. Zwycięskie kreskówki z poszczególnych kategorii:
| - Najlepszy Tunko-odgłos: Dom dla Zmyślonych Przyjaciół pani Foster - Najlepszy gadżet: Chojrak, tchórzliwy Pies - Najlepsze przebranie: Atomówki - Najlepszy romantyczny moment: Johnny Bravo | - Największy twardziel: Johnny Bravo - Najfajniejsza laska: Krowa i Kurczak - Najlepsza Tunko-akcja: Laboratorium Dextera - Najlepsza muzyka: Ed, Edd i Eddy |

### Maratony
Cartoon Network emituje od czasu do czasu specjalne maratony, w których zazwyczaj można obejrzeć nowe odcinki seriali.
- Każdego roku 1 stycznia emitowany był całodzienny maraton kreskówek z Tomem i Jerrym. Tak było do 2005 roku.
- 30 listopada 1999 roku emitowany był całodzienny maraton o nazwie Andrzejkowa zabawa z Cartoon Network. W programie przewidziano emisję wielu popularnych seriali, m.in. Scooby’ego Doo, Rodziny Addamsów, Żukosoczka i wielu innych.
- 14 lutego 2000 roku emitowany był 7-godzinny maraton o nazwie Walentynkowy maraton z przygód Johnny’ego Bravo.
- 25 grudnia 2002 roku i 6 grudnia 2003 roku emitowany był całodzienny maraton Looney Tunes.
- W dniach 11–17 sierpnia 2003 roku oraz 12–18 kwietnia 2004 roku emitowany był maraton o nazwie: Historia czy Tajemnicze Zagadki?, w którym widzowie wybierali kreskówkę Scooby’ego lub Flintstonów.
- 25 grudnia 2003 roku emitowany był maraton świątecznych filmów z bohaterami kreskówek studia Hanna-Barbera.
- 6 i 7 marca 2004 roku emitowany był całodzienny maraton Toonami Total.
- 5 i 6 czerwca 2004 roku widzowie mogli obejrzeć maraton Kryptonim: Klan na drzewie, w którym co godzinę emitowany był jeden nowy odcinek.
- 15 sierpnia 2004 roku wyemitowano 7-godzinny maraton m.in. Kryptonim: Klan na drzewie, Zwariowane melodie, Tom i Jerry, Mroczne przygody Billy’ego i Mandy, Scooby Doo, Nowy Scooby Doo, Chojrak – tchórzliwy pies oraz Ed, Edd i Eddy.
- 29 i 30 października 2005 roku pojawił się Halloweenowy maraton strachu, a w nim nowe odcinki Mrocznych przygód Billy’ego i Mandy. Oprócz nich pojawili się Scooby Doo wraz z całą paczką, Chojrak i Wymyśleni przyjaciele z Domu Pani Foster.
- Od 19 do 21 grudnia 2005 roku były pokazywane świąteczne odcinki specjalne seriali: Johnny Bravo, Laboratorium Dextera, Atomówki, Atomowa Betty, Co nowego u Scooby’ego?, oraz zupełnie nowe: Dom dla Zmyślonych Przyjaciół pani Foster, Ed, Edd i Eddy oraz Kryptonim: Klan na drzewie. Odcinki te powtórzono 25 grudnia.
- 1 stycznia 2006 roku emitowano całodniowy Maraton Noworoczny z kreskówkami w godzinnych blokach kolejno: Tom i Jerry, Zwariowane melodie, Scooby Doo, Bliźniaki Cramp, Johnny Bravo, Hi Hi Puffy AmiYumi, Laboratorium Dextera, Atomówki, Kaczor Dodgers, Co nowego u Scooby’ego?, Ed, Edd i Eddy, Kryptonim: Klan na drzewie, Dom dla Zmyślonych Przyjaciół pani Foster, Podwójne życie Jagody Lee i Atomowa Betty.
- 17 i 18 czerwca 2006 roku, przez dwie godziny był emitowany maraton z nowymi odcinkami bohaterów Domu dla Wymyślonych Przyjaciół Pani Foster.
- 28 i 29 października 2006 roku emitowany był całodzienny maraton Przerażający weekend ze Scoobym z serialami: Scooby Doo, Co nowego u Scooby’ego? oraz Nowy Scooby Doo.
- Od 6 listopada do 3 grudnia 2006 roku był emitowany „Cartoon Carnival”, czyli godzinne spotkania z każdą kreskówką w Cartoon Network. Kreskówkami tymi były po kolei: Laboratorium Dextera, Młodzi Tytani, Ed, Edd i Eddy, Podwójne życie Jagody Lee, Xiaolin – pojedynek mistrzów, Ben 10, Robotboy, Dom dla Zmyślonych Przyjaciół pani Foster oraz Kino CN.
- Od 25 grudnia 2006 do 7 stycznia 2007 roku, CN emitował maraton Ekstra Świąteczne Godziny, a w nim każdą kreskówkę w jednogodzinnym bloku: Tom i Jerry, Co nowego u Scooby’ego?, Ed, Edd i Eddy, Mój partner z sali gimnastycznej jest małpą, Bliźniaki Cramp, Laboratorium Dextera, Atomówki, Harcerz Lazlo, Kryptonim: Klan na drzewie, Dom dla Zmyślonych Przyjaciół pani Foster, Podwójne życie Jagody Lee, Robotboy, Ben 10 oraz Xiaolin – pojedynek mistrzów.
- Od 1 do 3 czerwca 2007 Cartoon Network emitował z okazji Dnia Dziecka Weekend ze Scoobym, pełnym seriali i filmów z psim detektywem. Wśród seriali znalazły się: Scooby Doo, Nowy Scooby Doo, Co nowego u Scooby’ego? oraz premierowe i powtórkowe odcinki serialu Kudłaty i Scooby Doo na tropie. Filmy: Scooby Doo i meksykański potwór, Scooby Doo i legenda wampira oraz Aloha, Scooby Doo.
- Od 5 do 30 listopada 2007 od poniedziałku do piątku CN wyemitował ponownie „Cartoon Carnival”, czyli godzinne spotkania z każdą kreskówką w Cartoon Network. Kreskówkami tymi były po kolei: Wiewiórek, Johnny Test, Fantastyczna Czwórka, Ben 10, Dom dla Zmyślonych Przyjaciół pani Foster, Kudłaty i Scooby Doo na tropie i Xiaolin – pojedynek mistrzów.
- Od 17 grudnia 2007 do 6 stycznia 2008 CN emitował specjalny świąteczny maraton – Świąteczni Bohaterowie – kreskówki wchodzące w skład maratonu: Fantastyczna Czwórka, Ben 10, Robotboy, Xiaolin – pojedynek mistrzów, Storm Hawks, Podwójne życie Jagody Lee, Atomowa Betty, Megas XLR, Liga Sprawiedliwych bez granic, Młodzi Tytani, Mistrzowie kaijudo, X-Men: Ewolucja i Atomówki.
- 14 lutego 2008 pojawił się walentynkowy maraton, ze specjalnymi odcinkami kreskówek m.in.: Co nowego u Scooby’ego?, Johnny Bravo oraz Ed, Edd i Eddy.
- 8 i 9 marca 2008 CN emitował dwudniowy maraton z serialem Ben 10 pod nazwą Ben 10 TV, podczas którego premierę miały odcinki krótkometrażowe, trwające w godzinach 06:00–21:00.
- 26 kwietnia 2008 CN emitował kolejny maraton Scooby Doo pod nazwą Scooby Mania. Emitowane były seriale: Scooby Doo, Co nowego u Scooby’ego, Kudłaty i Scooby Doo na tropie oraz film Scooby Doo i legenda wampira.
- W związku z premierą nowej kreskówki Skunks Fu 14 i 15 czerwca 2008 był emitowany blok Weekend Kung Fu Skunks Fu z kreskówkami ze wschodnimi sztukami walki: Samuraj Jack, Mistrzowie kaijudo, Xiaolin – pojedynek mistrzów, Atomówki, Robotboy i Johnny Bravo oraz Skunks Fu.
- 31 października, 1 i 2 listopada 2008 roku maraton Halloween z premierą filmów Mrocznych przygód Billy’ego i Mandy: Podpięść: Wariackie Halloween oraz Billy i Mandy i zemsta Boogeymana oraz z premierą odcinka Ed, Edd i Eddy: Halloween, a także z odcinkami seriali: Nowy Scooby Doo (zwłaszcza), Dom dla Zmyślonych Przyjaciół pani Foster: Koszmar na Wilson Way (w 3D), Co gryzie Jimmy’ego? (w 3D), Scooby Doo, Harcerz Lazlo, Robotboy, Jam Łasica, Podwójne życie Jagody Lee oraz Mroczne przygody Billy’ego i Mandy (premierowymi odcinkami 5 serii).
- 22 i 23 listopada 2008 roku był emitowany 10-godzinny maraton Ben 10 pod nazwą Ben 10 Non Stop w godzinach 10:10-20:10.
- Od 25 grudnia 2008 do 2 stycznia 2009 był emitowany blok Wyspa Totalnej Porażki: Luzerzy. Codziennie były powtarzane odcinki Wyspy Totalnej Porażki po dwa dziennie. W weekend 3 i 4 stycznia był emitowany maraton z powtórkami wszystkich odcinków.
- 24 i 25 stycznia 2009 roku został wyemitowany maraton Chłopaki kontra Dziewczyny, podczas którego były emitowane seriale: Atomowa Betty, Ben 10, Laboratorium Dextera, Podwójne życie Jagody Lee, Ed, Edd i Eddy, Młodzi Tytani, Liga Sprawiedliwych bez granic, Atomówki (premiera odcinka specjalnego „Atomówki rządzą!”), Mistrzowie kaijudo, Xiaolin – pojedynek mistrzów.
- 28 lutego i 1 marca 2009 roku Cartoon Network wyemitował kolejny maraton Wyspy Totalnej Porażki powtarzając odcinki 1-25. przed emisją ostatniego 26. odcinka.
- Od 9 do 14 kwietnia 2009 roku w Cartoon Network pojawiła się Inwazja, podczas której zostały wyemitowane specjalne odcinki seriali: Dom dla Zmyślonych Przyjaciół pani Foster, Ed, Edd i Eddy, Mój partner z sali gimnastycznej jest małpą, Harcerz Lazlo i Mroczne przygody Billy’ego i Mandy. Dodatkowo Inwazję zasilały: Scooby Doo, Przygody Sary Jane oraz nowa kreskówka Ben 10: Obca potęga.
- Od 11 do 15 maja 2009 roku w Cartoon Network wyemitowano maraton Igrzyska Bohaterów z serialami: Storm Hawks, Ben 10, Bakugan: Młodzi wojownicy, Liga Sprawiedliwych bez granic, Tajemniczy Sobotowie, S.A.W. Szkolna Agencja Wywiadowcza, Ben 10: Obca potęga, Chop Socky Chooks: Kung Fu Kurczaki, Gwiezdne wojny: Wojny klonów (2008), Xiaolin – pojedynek mistrzów, Młodzi Tytani i Mistrzowie kaijudo.
- 20 i 21 czerwca 2009 roku został wyemitowany maraton Chowder kontra Flapjack.
- Od 1 do 24 listopada 2009 roku był emitowany maraton Święta w listopadzie z nowymi odcinkami Chowdera oraz konkursem.
- 12 grudnia i 13 grudnia 2009 roku był emitowany maraton Ben 10 z najlepszymi odcinkami serialu Ben 10 w sobotę oraz Ben 10: Obca potęga w niedzielę oraz 3 filmami każdego dnia.
- 26 i 27 grudnia 2009 roku był emitowany maraton z dotychczas wyemitowanymi odcinkami Planu Totalnej Porażki.
- 23 i 24 stycznia został wyemitowany maraton ze Scooby Doo wraz z powracającym serialem 13 demonów Scooby Doo.
- 30 i 31 stycznia został wyemitowany kolejny maraton z serialem Plan Totalnej Porażki.
- 13 i 14 lutego 2010 roku został wyemitowany maraton Niesamowite wyczyny superbohaterów z serialami: Fantastyczna Czwórka (2006); Kacper: Szkoła postrachu; Dom dla Zmyślonych Przyjaciół pani Foster; Batman: Odważni i bezwzględni; Ben 10: Obca potęga oraz Robotboy.
- 27 i 28 lutego 2010 roku był emitowany maraton – Plan Totalnej Porażki, weekend ostatniej szansy.
- 27 i 28 marca 2010 roku został wyemitowany maraton Fantastyczna Galaktyka z serialami Gwiezdne wojny: Wojny klonów, Bakugan: Młodzi wojownicy, Ben 10: Obca potęga i Ben 10.
- 17 i 18 kwietnia 2010 roku emitowany był maraton Magiczna karuzela tajemnic w czasie którego emitowane były seriale 13 demonów Scooby Doo; Dom dla Zmyślonych Przyjaciół pani Foster; Kryptonim: Klan na drzewie; Scooby Doo; Kudłaty i Scooby Doo na tropie oraz Tajemniczy Sobotowie i filmy Aloha, Scooby Doo oraz Scooby Doo i potwór z Loch Ness.
- 1 i 2 maja 2010 roku emitowany był maraton Ben 10: Obca potęga, w czasie którego pokazane zostały wszystkie odcinki tego serialu dotychczas emitowane.
- 6 czerwca 2010 roku emitowany był maraton Tajemniczy Sobotowie z odcinkami pierwszej serii oraz premierowym pierwszym odcinkiem serii drugiej.
- Od 14 do 20 czerwca 2010 roku emitowany był Piknik Chowdera.
- Od 2 sierpnia do 29 sierpnia 2010 roku był emitowany blok Totalnie Totalny Maraton z serialami Wyspa Totalnej Porażki oraz Plan Totalnej Porażki wraz z odcinkami specjalnymi – Wyspa Totalnej, Totalnej, Totalnej Porażki oraz premierą odcinka specjalnego Planu Totalnej Porażki – Wyścig celebrytów Planu Totalnej Porażki – powrót.
- 25 i 26 września 2010 emitowany był maraton DanceToon Network podczas którego wyemitowano program Cartoon Network Dance Club oraz Cartoon Network Dance Club Making of, emitowane były również odcinki seriali: Najnowsze wydanie; Chowder; Batman: Odważni i bezwzględni; Atomówki; Ben 10: Obca potęga i Dom dla Zmyślonych Przyjaciół pani Foster oraz filmy Nowy Scooby Doo i Mój partner z sali gimnastycznej jest małpą: Szkolny musical zwierząt.
- 10 października 2010 emitowany był maraton Ben 10.10.10 w czasie którego wyemitowanych zostało 21 odcinków serialu Ben 10: Obca potęga oraz premierowe ostatnie odcinki serialu zatytułowane Ostateczna bitwa.
- 23 i 24 października 2010 emitowany był maraton z dotychczas wyemitowanymi odcinkami serialu Bakugan: Młodzi wojownicy – Nowa Vestroja.
- 6 marca 2011 były emitowane ostatnie odcinki serialu Totalna Porażka w trasie.
- 12 marca 2011 był emitowany maraton z serialem animowanym Ben 10: Obca potęga.
- W Niedzielę Wielkanocną 24 kwietnia pojawił się wielkanocny blok ze Scoobym z serialami: Scooby-Doo, gdzie jesteś?, Scooby Doo oraz Nowy Scooby-Doo.
- 22 maja od godziny 10:35 był emitowany maraton pt. Misja Angelo z odcinkami 1 sezonu serialu animowanego Angelo rządzi.
- 2 października 2011 roku od 12:40-18:05 emitowany był maraton Ben 10 i Bakugan: Ewolucja Bohaterów, w którym zostały wyemitowane najlepsze odcinki seriali Ben 10, Ben 10: Obca potęga, Ben 10: Ultimate Alien, Bakugan: Młodzi wojownicy, Bakugan: Młodzi wojownicy – Nowa Vestroja oraz Bakugan: Najeźdźcy z Gundalii.
- 26 lutego 2012 roku od 13:05-18:05 emitowany był maraton Totalny przewodnik po Totalnej Porażce, w którym emitowane były seriale Wyspa Totalnej Porażki, Plan Totalnej Porażki i Totalna Porażka w trasie.
- 14 października 2012 roku od 12:00-17:40 emitowany był maraton Zwyczajna pora na przyjaźń, w czasie którego były emitowane najlepsze odcinki seriali Pora na przygodę! i Zwyczajny serial.
- 3 marca 2013 roku od 13:55-18:10 emitowany był maraton z dotychczas wyemitowanymi odcinkami serialu Ben 10: Omniverse.
- 19 maja 2013 roku od 10:35-16:00 emitowany był maraton Misja Angelo, w którym zostały wyemitowane odcinki pierwszego sezonu serialu Angelo rządzi.
- 1 września 2013 roku przez cały dzień z okazji 15-lecia stacji Cartoon Network w Polsce emitowany był super maraton Urodzinowa impreza z Gumballem, w którym zostały wyemitowane odcinki serialu Niesamowity świat Gumballa, a także pokazano premierę nowego odcinka.
- 25 i 26 stycznia 2014 roku Cartoon Network wyemitował maraton Pora na królewny, w którym emitowane były odcinki serialu Pora na przygodę.
- 2 lutego 2014 roku od 9:05-18:35 Cartoon Network wyemitował maraton z serialem Jeźdźcy smoków, w czasie którego były emitowane odcinki pierwszego sezonu, a także pokazano premierę nowego odcinka drugiego sezonu Jeźdźcy smoków: Obrońcy Berk.
- 22 marca 2014 roku od 7:25-11:15 Cartoon Network wyemitował maraton z serialem Niesamowity świat Gumballa.
- 20 i 21 kwietnia 2014 roku przez prawie 30 godzin Cartoon Network wyemitował Mega Maraton Totalnej Porażki, w którym wyemitowane zostały odcinki seriali Plan Totalnej Porażki, Totalna Porażka w trasie oraz Totalna Porażka: Zemsta Wyspy, a także pokazano premierę nowego serialu Totalna Porażka: Plejada gwiazd.
- 10 i 11 maja 2014 roku od 9:05-14:00 oraz od 18:10-21:00 Cartoon Network wyemitował maraton Każdy bohater potrzebuje pomocnika, w którym pokazano wyemitowane odcinki serialu Ben 10: Omniverse, a w czasie niedzielnego maratonu odbyła się premiera nowego odcinka.
- 24 i 25 maja 2014 roku od 9:05-11:45 Cartoon Network wyemitował maraton Powitalna impreza dla Wujcia Dobra Rada, w czasie którego były emitowane odcinki seriali Młodzi Tytani: Akcja!, Mój partner z sali gimnastycznej jest małpą, Harcerz Lazlo, Scooby Doo i Brygada Detektywów oraz Niesamowity świat Gumballa, a także pokazano premierę nowego serialu Wujcio Dobra Rada.
- 26 lipca 2014 roku od 9:05-14:00 Cartoon Network wyemitował maraton z serialem Atomówki, w którym pokazano dziewięć na nowo zremasterowanych odcinków serialu oraz premierę odcinka specjalnego Atomówki: Taneczne Rewolucje.
- 16 sierpnia 2014 roku od 8:30-10:50 oraz 13:30-15:50 Cartoon Network wyemitował maraton Powitalna impreza dla Stevena Universe, w czasie którego były emitowane odcinki seriali Kroniki Xiaolin, Ben 10 oraz Młodzi Tytani: Akcja!, a także pokazano premierę nowego serialu Steven Universe.
- 20 i 21 września 2014 roku od 8:05-15:35 Cartoon Network wyemitował maraton Pora na królewny, w którym zostały pokazane odcinki serialu Pora na przygodę!, a także pokazano nowy odcinek.
- 31 października i 1 listopada 2014 roku Cartoon Network wyemitował specjalny maraton halloweenowy z serialem Ben 10: Omniverse.
- 9 i 10 oraz 16 i 17 stycznia 2015 roku od 13:30-21:00 Cartoon Network wyemitował 7,5-godzinny maraton Piżama Party Clarence’a, w czasie którego były emitowane seriale Clarence, Niesamowity świat Gumballa, Doktor Jaciejakiegacie, Młodzi Tytani: Akcja! oraz Pora na przygodę!.
- 24 stycznia 2015 roku przez 11 godzin Cartoon Network wyemitował super maraton Ben 10 kontra Batman, w czasie którego były emitowane odcinki seriali Ben 10: Omniverse oraz Batman: Odważni i bezwzględni, a także filmy Batman i Liga Sprawiedliwości, Ben 10: Alien Swarm, Ben 10: Zniszczyć wszystkich kosmitów i Ben 10: Wyścig z czasem.
- 7 lutego 2015 roku Cartoon Network wyemitował 11-godzinny maraton z serialem Młodzi Tytani: Akcja!.
- 14 i 15 lutego 2015 roku Cartoon Network wyemitował 11-godzinny super maraton Pora na królewny, w którym zostały pokazane odcinki serialu Pora na przygodę!.
- 11 i 12 kwietnia 2015 roku Cartoon Network wyemitował całodobowy mega maraton z serialem Niesamowity świat Gumballa.
- 16 maja 2015 roku Cartoon Network wyemitował 11-godzinny super maraton z filmami pełnometrażowymi ze Scooby Doo: Scooby Doo i potwór z Loch Ness, Scooby Doo i meksykański potwór, Scooby-Doo i oporny wilkołak, Scooby Doo i szkoła upiorów, Scooby Doo i król goblinów, Scooby Doo na tropie mumii oraz Scooby Doo i baśnie z tysiąca i jednej nocy.
- 7 i 8 czerwca 2015 roku Cartoon Network wyemitował całodobowy mega maraton z serialem Ninjago – Mistrzowie Spinjitzu.
- 13 i 14 czerwca 2015 roku Cartoon Network wyemitował całodobowy mega maraton z serialem Pora na przygodę!.
- 20 i 21 czerwca 2015 roku Cartoon Network wyemitował kolejny całodobowy mega maraton z serialem Niesamowity świat Gumballa.
- 27 i 28 czerwca 2015 roku Cartoon Network wyemitował całodobowy mega maraton z serialem Młodzi Tytani: Akcja!.
- 5 i 12 września 2015 roku przez 12 godzin dziennie Cartoon Network wyemitował super blok Plan lekcji według Richarda, podczas którego był emitowany serial Niesamowity świat Gumballa.
- 10 października 2015 roku Cartoon Network wyemitował 5-godzinny maraton z serialem Ben 10: Omniverse, a także pokazano premierę nowego odcinka.
- 31 października 2015 roku Cartoon Network wyemitował 15-godzinny super maraton, w czasie którego zostały wyemitowane halloweenowe odcinki seriali Młodzi Tytani: Akcja!, Niesamowity świat Gumballa, Pora na przygodę!, Clarence, Wujcio Dobra Rada, Po drugiej stronie muru i Zwyczajny serial (wraz z premierą nowego odcinka) oraz film Podpięść: Wariackie Halloween.
- 5 grudnia 2015 roku Cartoon Network wyemitował 16-godzinny super maraton Dzień Ninja, podczas którego były emitowane odcinki serialu Ninjago – Mistrzowie Spinjitzu.
- 12 grudnia 2015 roku Cartoon Network wyemitował specjalny 12-godzinny Super Gumball Maraton, w czasie którego był emitowany serial Niesamowity świat Gumballa.
- 19 grudnia 2015 roku Cartoon Network wyemitował specjalny 12-godzinny Super Maraton z Młodymi Tytanami, w czasie którego był emitowany serial Młodzi Tytani: Akcja!.
- 24, 25 i 26 grudnia 2015 roku Cartoon Network wyemitował specjalny 12-godzinny Świąteczny Super Maraton z serialami: Niesamowity świat Gumballa, Looney Tunes Show oraz Wujcio Dobra Rada.
- 31 grudnia 2015 oraz 1 i 2 stycznia 2016 roku Cartoon Network wyemitował specjalny 12-godzinny Sylwestrowo-Noworoczny Super Maraton z serialami Młodzi Tytani: Akcja!, Ninjago – Mistrzowie Spinjitzu oraz Niesamowity świat Gumballa.
- 27 lutego 2016 roku Cartoon Network wyemitował 7-godzinny maraton z serialem Między nami misiami.
- 23 kwietnia 2016 roku Cartoon Network wyemitował 8-godzinny maraton Pora na królewny z odcinkami serialu Pora na przygodę!.
- 3-4 oraz 10–11 września 2016 roku Cartoon Network wyemitował 7-godzinny maraton Gry Gumballa z odcinkami serialu Niesamowity świat Gumballa.
- 25 września 2016 roku Cartoon Network wyemitował 6-godzinny Maraton filmowy z Tomem i Jerrym, w czasie którego pojawiły się filmy pełnometrażowe z Tomem i Jerrym.
- Od 16 października do 20 listopada 2016 roku w każdą niedzielę Cartoon Network wyemitował 8,5-godzinny maraton Niedziela pełna gwiazd, w czasie którego emitowane będą seriale: Młodzi Tytani: Akcja!, Wujcio Dobra Rada, Ninjago – Mistrzowie Spinjitzu, Ben 10, Lego: Rycerze NEXO oraz Clarence.
- 31 października i 1 listopada 2016 roku Cartoon Network wyemitował całodobowy Mega Maraton Halloween, w czasie którego były emitowane odcinki seriali m.in. Po drugiej stronie muru i Niesamowity świat Gumballa, filmy Podpięść: Wariackie Halloween oraz Scooby Doo i czarny rycerz, a także premiera specjalnego odcinka serialu Ninjago – Mistrzowie Spinjitzu.
- 11 i 12 listopada 2016 roku Cartoon Network wyemitował 6-godzinny maraton Nie mów do mnie księżniczko, podczas którego pojawiły się seriale Atomówki, Młodzi Tytani: Akcja!, Steven Universe, Niesamowity świat Gumballa oraz Pora na przygodę!.
- Od 27 listopada do 18 grudnia 2016 roku w każdą niedzielę Cartoon Network wyemitował 6-godzinny Zimowy maraton z różnymi serialami jak Między nami misiami oraz Clarence.
- Od 19 grudnia 2016 roku do 1 stycznia 2017 roku Cartoon Network wyemitował specjalny, 9,5-godzinny Maraton świąteczno-noworoczny z serialami m.in. Ninjago – Mistrzowie Spinjitzu, Clarence, Niesamowity świat Gumballa oraz Angelo rządzi.
- Od 27 grudnia 2016 do 1 stycznia 2017 roku w każde popołudnie Cartoon Network wyemitował 6-godzinny blok The Best of 2016 z najlepszymi odcinkami seriali m.in. Atomówki, Clarence oraz Wujcio Dobra Rada.
- Dnia 12 lutego 2017 roku Cartoon Network wyemitował 5,5-godzinny blok Dzień przyjaźni Darwina z odcinkami serialu Niesamowity świat Gumballa.
- W dniach 17 i 18 kwietnia 2017 roku Cartoon Network wyemitował 48-godzinny mega maraton Śmigusowa Niespodzianka Dwudobowa z serialem Niesamowity świat Gumballa.
- W dniach 4–8 września 2017 roku z okazji początku roku szkolnego Cartoon Network wyemitował Plan lekcji według Richarda, czyli godzinne spotkanie z serialem Niesamowity świat Gumballa.
- W dniach 9 i 10 września 2017 roku z okazji nadchodzącej premiery Lego Ninjago Film Cartoon Network wyemitował 4,5-godzinny maraton z odcinkami drugiego sezonu Ninjago – Mistrzowie Spinjitzu.
- 28 października 2017 roku Cartoon Network wyemitował 7,5-godzinny Straszliwy Maraton z Gumballem wraz z odcinkami serialu Niesamowity świat Gumballa oraz premierą jego odcinka halloweenowego.
- 31 października 2017 roku Cartoon Network wyemitował 16-godzinny Super Halloweenowy Maraton ze specjalnymi odcinkami seriali m.in. Wujcio Dobra Rada, Niesamowity świat Gummballa i Ninjago – Mistrzowie Spinjitzu oraz premierą odcinka Zwyczajnego serialu pt. Przerażające historie z parku VI.
- W dniach 1–2 grudnia 2018 roku Cartoon Network wyemitował w godzinach 12:55-15:05 premierowy maraton odcinków nowego serialu Obóz na wyspie.

### Skatoony
Od czasu do czasu w Cartoon Network był nadawany program, którego bohaterami byli Fafel Pomada (ang. Chud Chudders) i Bogdan Dysko (ang. The Earl). Razem w programie robią konkursy na temat wiedzy o wszystkich kreskówkach Cartoon Network. Ich początek miał miejsce w 2002 roku. Cartoon Network emitował Skatoony 2 razy (przez parę miesięcy) w 2002 i 2003 roku. Oprócz tego emitowane były bloki Świąteczne Skatoony (grudzień 2003), Śniadaniowe Skatoony oraz Skatoony Lato. Głos Fafla od drugiej serii podkładał Jarosław Domin.

### TOON:FM
Specjalny program prowadzony przez Johnny’ego Bravo, emitowany w 2002 roku od 7:30 do 9 rano. Premiera odbyła się 8 kwietnia. Współprowadzącym programu był Brak z serialu Kosmiczny Duch oraz Space Ghost: Coast to Coast (któremu głosu użyczał Jacek Kopczyński). Program ten posiadał podczas emisji także własne logo, którym była głowa Johnny’ego obok loga Cartoon Network. Był to europejski odpowiednik amerykańskiego programu nadawanego na żywo pt. JBVO, który posiadał gorącą linię, na którą fani mogli dzwonić i zadecydować jaką chcą zobaczyć kreskówkę.

### Gwiezdne wojny: Wojny klonów
W każdy drugi (lub trzeci) weekend miesiąca były powtarzane odcinki serialu Gwiezdne wojny: Wojny klonów (2008).

### Cartoon Network na Polsacie
Od 7 grudnia 2002 roku do 1 stycznia 2005 roku na kanale Polsat w sobotnie poranki emitowany był specjalny blok kreskówek Cartoon Network, m.in. Laboratorium Dextera, Atomówki, Ed, Edd i Eddy oraz Strażnicy czasu. Blok ten później był pokazywany na kanale Polsat 2 po południu w latach 2004–2005.

## KampaniaBądź kumplem, nie dokuczaj
Od 2015 roku stacja Cartoon Network we współpracy ze znanymi sportowcami organizuje ogólnopolską kampanię społeczną Bądź kumplem, nie dokuczaj, która ma na celu zachęcenie dzieci do gry fair play i promocję koleżeńskiego zachowania. Na przestrzeni lat ambasadorami akcji byli: Robert Lewandowski, Jakub Błaszczykowski, Wojciech Szczęsny, Grzegorz Krychowiak, Marcin Gortat oraz Kamil Stoch.

## Magazyny Cartoon Network

### Cartoon Network
Od 30 listopada 1999 r. był wydawany dwutygodnik Cartoon Network przez wydawnictwo Polskie Media Amercom. Zawarte w nim były konkursy z nagrodami, ramówka telewizyjna kanału Cartoon Network wraz z podanymi nowościami oraz komiksy z postaciami z seriali Hanna-Barbera, zarówno klasycznych (Flintstonowie, Jetsonowie, Scooby Doo, Odlotowe wyścigi, Miś Yogi, Kocia ferajna, Kosmiczny Duch) jak również wówczas najnowszych, wyprodukowanych dla Cartoon Network (Laboratorium Dextera, Krowa i Kurczak, Johnny Bravo, Atomówki, Chojrak – tchórzliwy pies). Do każdego numeru dołączany był gadżet. Od grudnia 2000 roku następne numery magazynu były wydawane raz w miesiącu. Ostatni numer (40), został wydany w grudniu 2001 roku.

### Cartoon Network Magazyn
Od 11 stycznia 2005 wydawany jest nowy miesięcznik Cartoon Network Magazyn przez wydawnictwo Egmont Polska (do 2022 wydawany przez Media Service Zawada). Zawartość magazynu nie odróżnia się znacząco od poprzednika, z tą różnicą, że są reklamowane najnowsze produkcje Cartoon Network. Od 2011 roku magazyn jest dwumiesięcznikiem.

## Spikerzy stacji
- Wojciech Piekarski (1998–2015)
- Marek Robaczewski (1998–2006)
- Marek Strzelczyk (od 1998)
- Zbigniew Suszyński (2002–2014)
- Joanna Pach (od 2010)
- Artur Pontek (od 2014)
- Michał Podsiadło (od 2020)
- Piotr Makowski (2009–2010)
- Dariusz Toczek (2011–2013)
- Jacek Mikołajczak (2011–2013)
- Marcin Styczeń (2011–2013)

## Logo
| Logotypy w Polsce                    | |  |
| 1 czerwca 1998 – 21 kwietnia 2006    | Pierwsze logo stacji, nazywane zwykle „logo z szachownicą”. Był duży napis; na górze „CARTOON” i na dole „NETWORK”, w tle czarno-białym. Na ekranie w prawym górnym rogu. |  |
| 21 kwietnia 2006 – 26 listopada 2010 | Napis „CARTOON NETWORK” zmniejszył się i znalazł na dole jako podpis. Na górze dwa pochylone czarno-białe kwadraty z literami „C” i „N”, rzucające kolorowy cień. Od 2008 nieco większe. 14 kwietnia 2009 kanał odświeżył swoją oprawę graficzną. Na ekranie w prawym górnym rogu. Obowiązywało do 26 listopada 2010.                                                 |  |
| od 26 listopada 2010                 | Logo zainspirowane pierwszym logo, jednak są tylko kwadraty z literami „C” i „N” (skrót stacji), a także zmieniona została czcionka. Podpis „CARTOON NETWORK” pozostał. Logo animowane, co jakiś czas się rozwija się w pełen napis „CARTOON NETWORK” (podobny do pierwszego loga). Na ekranie w prawym dolnym rogu (od niedawna w Polsce znów w prawym górnym rogu). |  |
| Inne logo                            | |  |
| od 26 listopada 2010                 | Wariant logo z lat 2010 – teraz, nawiązujący kształtem i układem do logo z lat 1998–2006. Aktualne logo zmienia się w te w identach. Wygląd pierwszego polskiego logo, ale bez obramowania. Napisy „CARTOON” i „NETWORK” mają jednak inną czcionkę. |  |

## Logo HD
| Logotypy                                | Logotypy | Logotypy |
| --------------------------------------- | --- | -------- |
| 14 października 2015 – 31 stycznia 2017 | Logo takie samo jak zwykłe od 2010, tyle że obok niego są trzy kolorowe kwadraty z czarnym napisem „HD”. Na ekranie napis „HD” był biały. |          |
| 1 lutego 2017 – do dziś                 | Logo takie samo jak poprzednie, tyle że zamiast trzech kolorowych kwadratów z czarnym napisem „HD” jest obok zwykły napis „HD” napisany inną czcionką. Na ekranie napis „HD” był biały. Od czerwca 2021 logo HD nie obowiązuje już w wersji HD, tylko obowiązuje zwykłe bez napisu HD. |          |